# 金善品
金善品（607年—643年），被尊称为善品公（韓語：선품공），是新罗花郎的第21代风月主。真兴王和思道夫人朴氏的孙子，金仇轮朴氏的孙子，担任了四年的风月主，让位给金良圖。643年出使唐朝回来后，在三十六岁时的金善品得病而亡。善德王追赠他为伊飡，他的女儿成为文武王的慈儀王后，追赠成了波珍飡。

## 家族
- 祖父：新罗第24代国王真兴王
- 祖母：思道夫人朴氏
  - 父亲：金仇輪
- 外祖父：新罗第26代国王真平王
- 外祖母：美室宮主 金氏
  - 母亲：寶華公主 金氏
- 夫人：菩利 - 第12代风月主金菩利之女
  - 长子： 金順元
  - 长女： 慈儀王后金慈訥，文武王的王妃
    - 外孙：新罗第31代国王神文王

  - 次女： 雲明，嫁给第28代风月主金吳起
    - 外孙：大問，花郎世記作者

  - 三女： 夜明宮主，文武王后宫
  - 庶子： 金酌珍
  - 庶媳：王咬巴里
    - 庶孙：金元善[2]